# 森川英正
森川 英正（もりかわ ひでまさ、1930年10月11日 - )は、日本の経営史学者。

## 略歴
長崎県佐世保市出身。1954年東京大学経済学部卒、59年同大学院経済学博士課程満期退学、法政大学経営学部講師となり、助教授、教授。1985年横浜国立大学経営学部教授。1987年横浜国立大学経営学部学部長。1990年慶応義塾大学大学院経営管理研究科・ビジネススクール教授となる。1998年定年、豊橋創造大学教授。93年「Zaibatsu」で日経・経済図書文化賞受賞。経営史学会会長を務めた。

## 著書
- 『日本型経営の源流 経営ナショナリズムの企業理念』東洋経済新報社　1973
- 『技術者 日本近代化の担い手』日本経済新聞社 日経新書　1975
- 『日本財閥史』教育社歴史新書 1978
- 『財閥の経営史的研究』東洋経済新報社 1980
- 『日本型経営の展開 産業開拓者に学ぶ』東洋経済新報社 東経選書　1980
- 『日本経営史』日本経済新聞社 日経文庫 経営学入門シリーズ　1981
- 『地方財閥　日本財閥経営史』日本経済新聞社 1985
- "Zaibatsu : the Rise and Fall of Family Enterprise Groups in Japan." University of Tokyo Press,c1992.
- 『トップ・マネジメントの経営史 経営者企業と家族企業』有斐閣 1996
- 『はじめての経営学』有斐閣ブックス　1998

### 共編著
- 『日本の大会社』編　三一新書　1963
- 『近代日本経営史の基礎知識 明治維新期から現代まで』中川敬一郎,由井常彦共編 有斐閣 1974
- 『日本経営史講座 第4巻 日本の企業と国家』責任編集 日本経済新聞社 1976
- 『企業者活動の史的研究 中川敬一郎先生還暦記念』土屋守章共編 日本経済新聞社 1981
- 『牧田環伝記資料』編著 日本経営史研究所 1982
- 『経営者企業の時代』編 有斐閣 1991
- 『ビジネスマンのための戦後経営史入門 財閥解体から国際化まで』編 日本経済新聞社 1992
- 『日本経営史 5　高度成長を越えて』米倉誠一郎共編 岩波書店 1995
- 『国際比較・国際関係の経営史』由井常彦共編 名古屋大学出版会 1997

## 論文
- ＜森川英正